# Îles Formigues
Ne doit pas être confondu avec d'autres îlots appelés Fourmigue.
Les îles Formigues constituent un ensemble de 16 îlots situés dans les eaux espagnoles, à 1 300 m de la pointe d'en Canet, entre Palamós et Palafrugell (Baix Empordà), et à 800 du cap de Planes. Administrativement, elles appartiennent à deux communes. Leur nom est vraisemblablement lié à leur petite taille (littéralement « fourmis »).

## Description
Les îles Formigues sont formées de rochers nus de constitution essentiellement calcaire et pratiquement dépourvus de végétation, car lorsqu'il y a mauvaise mer, ils sont recouverts par l'eau. Elles sont signalées par un phare situé sur l'îlot de la Formiga Gran.
Les Formigues sont un refuge pour les oiseaux de mer, comme des goélands et cormorans.
Les fonds des Formigues varient de 9 mètres jusqu'à plus de 45. Il y a de nombreuses grottes sous-marines et une abondance de formes de vie, spécialement gorgones multicolores. De fait, en 2011 a été approuvé le projet de réserve marine pour ces îles (d'un total de 3 580 ha), mais n'a pas été mis en œuvre à cause du manque de ressources.

## Histoire
Jusqu'en 1717, les îles Formigues ont été partagées entre Palamós et Palafrugell, mais plus tard Mont-ras a pris la place de cette seconde commune. En 2006, les deux communes – Palamós et Mont-ras – sont convenues que les îles appartiendraient seulement à Palamós ; quelques mois plus tard, Palafrugell est intervenue et a demandé que soit révisé l'accord, ce qui s'est terminé par une décision de la Généralité de Catalogne en 2009 (ratifiée par le TSJC (ca) en 2011) qui consiste à répartir les îles de la manière suivante ; pour Palamós : la Formiga Gran et les îlots rattachés (un total de 1 488,8 m2), et pour Palafrugell : Sa Planassa, Sa Corba, l'écueil Llagoster et les écueils de Fora (1 627,8 m2).
La bataille des Formigues (1285), lors de laquelle Roger de Lauria a mis en déroute les troupes françaises de Philippe III, a probablement eu lieu très près de ces îlots.

## Fiche technique du phare
- Type: balise
- Numéro du catalogue des phares: 31140/G
- Situation: îlot de la Formiga Gran
- Hauteur du foyer lumineux au-dessus du niveau de la mer: 14 mètres
- Forme du phare: tour cylindrique sur un petit bâtiment blanc
- Feux: blanc à éclats groupés par 3 en 9 s
- Portée: 6 milles marins